# Non Zero Sumness
Non Zero Sumness è il primo album in studio del gruppo musicale italiano Planet Funk, pubblicato nel 2002 dalla EMI.
Il disco contiene i brani di successo Who Said (Stuck in the UK) e Chase the Sun.

## Tracce
1. Where Is the Max – 4:40 (Neri, Baroni)
2. Chase the Sun – 3:53 (testo: Auli Kokko – musica: Ennio Morricone, Baroni, Neri)
3. All Man's Land – 5:32 (testo: Doherty – musica: Neri, Baroni, Della Monica)
4. The Switch – 4:41 (testo: Black – musica: Baroni, Black, Neri)
5. Inside All the People – 4:57 (testo: Black – musica: Baroni, Neri, Black)
6. Under the Rain – 6:23 (testo: Doherty – musica: Neri, Baroni)
7. Paraffin – 4:30 (testo: Black – musica: Della Monica, Black, Baroni)
8. Piano piano – 2:31 (Baroni, Neri)
9. Tightrope Artist – 5:16 (testo: Raiz – musica: Baroni, Neri, Raiz)
10. Who Said (Stuck in the UK) – 3:45 (testo: Black – musica: Black, Neri, Baroni)
11. The Waltz – 6:30 (testo: Doherty – musica: Neri, Baroni, Della Monica)
12. One Step Closer – 3:46 (testo: Jim Kerr – musica: Baroni, Neri)
13. Who Said (Posillipo Mix) – 9:01 – Rosa blu (Baroni, Neri) - 7:20 – (traccia fantasma)

## Classifiche
| Paese  | Posizione raggiunta |
| ------ | ------------------- |
| Italia | 15                  |